# Funiculitis
En veterinaria se llama funiculitis o escirro del cordón al tumor inflamatorio que se produce en el extremo del cordón testicular que se desarrolla a veces a consecuencia de la castración del animal. 
Según el sitio en que se sitúe el tumor se divide en escirro extraescrotal, aparente al exterior y subcutáneo o intraescrotal que a su vez se divide en extrainguinal, intrainguinal o intraabdominal. 

## Etiología
Se han señalado numerosas causas para la producción de la funiculitis: 
- tracciones violentas ejercidas sobre el cordón mientras se opera
- exploración manual de la herida en vía de cicatrización
- mordaza colocada muy arriba o su compresión insuficiente
- las predisposiciones individuales del animal
- el enfriamiento

Hay varias clases de escirros pero el más frecuente es el que resulta de la infección de la herida durante o después de la operación. En algunos casos el proceso parece ser más complejo acompañándole la flebitis supurada del cordón. Gran número de funiculitis son debidas a la contaminación de la herida operatoria por el Botryomices o Dyscomices equi. Constituye  por lo tanto, una botriomicosis localizada en el cordón